# Алимкулов, Такен
Таке́н (Танирберге́н) Алимку́лов (каз. Тәкен (Тәңірберген) Әлімқұлов; 22 ноября 1918, село Бабаата — 13 апреля 1987, Алма-Ата) — советский казахский поэт, писатель, литературный критик.

## Биография
Родился в 1918 году в семье кочевника в селе Бабаата (ныне — в Созакском районе Туркестанской области). Происходит из рода толенгит. По другим данным происходит из племени ысты.
С 14 лет работал табельщиком в колхозе. В 1945—1949 годах работал ответственным секретарём областной газеты «Оңтүстік Қазақстан», в 1947—1955 — заведующим отделом газеты «Лениншіл жас». Одновременно в 1953 году (по другим данным — в 1945 году) окончил Литературный институт имени А. М. Горького.
В 1956—1971 годах — консультант секретариата правления Союза писателей СССР по казахской и киргизской литературам, в 1973—1974 — консультант в Союзе писателей Казахской ССР. Член КПСС с 1960 года.
Скончался в Алма-Ате в возрасте 68 лет.

## Творчество
Начал писать в послевоенные годы. Его первый сборник стихотворений «Дорога» («Сапар») был издан в 1950 году; затем последовали «Летний дождь» («Жазғы жаңбыр», 1964), «Иноходец» («Боз жорға», 1969), «Қаратау өрнектері» (1980), «Сокровенная мелодия» (1984).
Опубликовал сборники рассказов и повестей: «Мелодия Сейтека» («Сейтек сарыны», 1966), «В родном ауле» («Туғаң ауыл», 1968), «Коричневая река» (1971), «Серый ястреб» (1972), «Кертолгау» (1973), «Вся жизнь впереди» (1974), «Степь заговорила» (1976), «Музыкальная душа» (1977), «Көкек айы» (1982). В 1962 году вышел его первый роман — «Белый конь» («Ақбоз ат»), в 1975 году — «Судьба скакунов».
Первое литературно-критическое исследование Т. Алимкулова — «Абай» вышло в 1954 году. Абаеведение получило развитие в его книгах «О прошлом и настоящем» (1958), «Жұмбақ жан. Абай туралы деректі хикая» («Человек с загадкой», 1972).
Основная тематика произведений Такена Алимкулова — человеческая судьба, жизнь творческих людей.
Перевёл на казахский язык многие произведения классиков русской и мировой литературы: «Счастье» П. А. Павленко (1950), «Измаил-бея» М. Ю. Лермонтова (1951), «Жатву» Г. Е. Николаевой (1952), «Маленького принца» А.Сент-Экзюпери, стихотворения А. С. Пушкина, В. В. Маяковского, Низами.
Многие произведения и литературные сборники Такена Алимкулова были опубликованы на русском языке, среди них: «О прошлом и настоящем», «Белый конь», «Серый ястреб», «Вся жизнь впереди» и другие.

## Награды
- Орден Дружбы народов (1978)[6]
- Медаль «За трудовое отличие» (3 января 1959) — за выдающиеся заслуги в развитии казахского искусства и литературы и в связи с декадой казахского искусства и литературы в гор. Москве